# Alexander Friedmann (Mediziner)
Alexander Friedmann (geboren 12. September 1948 in Bukarest; gestorben 30. März 2008 in Wien) war ein rumänisch-österreichischer Facharzt für Psychiatrie und Neurologie.

## Leben
Friedmann wuchs in Wien auf und absolvierte nach Abschluss des Medizinstudiums von 1977 bis 1984 an der Wiener Universitätsklinik für Psychiatrie seine Facharztausbildung. Danach war er als Oberarzt, später Assistenzprofessor, an der Universitätsklinik für Psychiatrie und Psychotherapie des Wiener AKH und der Medizinischen Universität Wien tätig.

## Wirken
Friedmann war seit 1983 Mitglied des Vorstandes der Israelitischen Kultusgemeinde Wien und seit 1989 Vorsitzender deren Sozialkommission.
In Zusammenarbeit zwischen der Israelitischen Kultusgemeinde und der Gemeinde Wien baute er ab 1994 als Vorsitzender des Vereins ESRA eine Spezialambulanz auf, die er bis zuletzt leitete. Diese bietet Überlebenden der NS-Verfolgung und deren Nachkommen umfassende Hilfe, Beratung und Behandlung von an, unterstützt jüdische Einwanderer, die in den letzten Jahrzehnten nach Österreich kamen, in ihrem Integrationsprozess und dient als psychosoziales Zentrum für die jüdische Bevölkerung Wiens.
Das ebenfalls von ihm 1998 mitbegründete Jüdische Berufliche Bildungszentrum (JBBZ) ist in Europa eine einzigartige Bildungseinrichtung zur Vorbereitung zugewanderter Menschen aller Altersgruppen auf einen erfolgreichen Einstieg ins Berufsleben.
Friedmann war auch gerichtlich beeideter Sachverständiger für Neurologie, Psychiatrie, Psychotherapeutische Medizin und seit 1995 Mitglied der Ethikkommission der Stadt Wien. Für seine Leistungen wurde er mit dem Goldenen Verdienstzeichens der Republik Österreich ausgezeichnet.

## Wissenschaftliche Tätigkeit und Lehre
Friedmanns großes wissenschaftliches und klinisches Interesse galt einem Spezialbereich der Sozialpsychiatrie, der Transkulturellen Psychiatrie. Dabei beschäftigte sich eingehend mit der Behandlung von Traumen, die aufgrund von Erlebnissen im Krieg, in Konzentrationslagern oder durch Folter verursacht wurden und später in krankhafte Erscheinung traten.
Er war in der Arbeitsgemeinschaft „Psychotraumatologie“ der „Österreichischen Gesellschaft für Psychiatrie und Psychotherapie“ und der „Österreichischen Gesellschaft für allgemeine und spezielle Psychotraumatologie“, die er mitbegründete, tätig und organisierte u. a. mehrere Tagungen zu diesem Thema.

## Publikationen (Auswahl)
- mit Elvira Glück, David Vyssoki (Hrsg.): Überleben der Shoah – und danach. Spätfolgen der Verfolgung aus wissenschaftlicher Sicht. Picus-Verlag, Wien 1999, ISBN 3-85452-426-9.
- mit Peter Hofmann, Brigitte Lueger-Schuster, Maria Steinbauer, David Vyssoki (Hrsg.): Psychotrauma. Die Posttraumatische Belastungsstörung. Verlag Springer, Wien 2004, ISBN 3-211-83882-1.